# 塚口さんさんタウン
塚口さんさんタウン（つかぐちさんさんタウン）は、兵庫県尼崎市にある複合商業施設である。
「塚口サンサンタウン」は誤り。
本項では、建て替えにより同一住所に開業した商業施設の「SOCOLA塚口クロス」（ソコラつかぐちクロス）についても記述する。

## 概要
1978年の市街地再開発事業により、阪急塚口駅の南口一帯に開業した。路線バスやタクシー用のロータリーの三方を囲むように、3棟のビルが建設され、東側のビルから時計回りに1番館から3番館まで棟番号が振られている。後述するように、3番館は2017年11月に営業を終了し解体されたため、2022年11月現在は2番館までの2棟構成である。
「S・S」という赤色のシンボルマークが制定されている。2つの「S」には「3（SAN）棟のビル」・「さんさんと輝く太陽がこの街に降り注ぐようにという願い（自由・平等・博愛の3つ＝SANの精神）」といった意味が込められており、中央の「・」は太陽（SUN）を表している。
東側の1番館と西側にあった旧3番館は、ダイエーおよび各種専門店を中心としたショッピングセンターとして営業。南側の2番館は、低層階が飲食店等の商店・学習塾等の教室・尼崎市や兵庫県関連を含む各種企業の事務所、高層階が集合住宅で構成され、ダイエーは入居していない。最盛期には、全館で合わせて200以上の専門店が営業していた。
各館と周辺の道路はペデストリアンデッキで接続され、地上に降りなくても移動ができる。2番館と旧3番館（後述のSOCOLA塚口クロス）の間のロータリーに出入りする道路の真上の部分には「スカイコム広場」という催事用のスペースが設けられており、南側には地元出身でお笑いコンビ・ちゃらんぽらんの一員として活躍した画家の大西幸仁による壁画が掲げられている。
旧3番館は、ビルの老朽化や現行の耐震基準に未対応であること、また周辺の大規模商業施設との競合による入居テナントの減少などが進んだことから、2017年11月15日をもって閉館となり、ビルは解体された。旧3番館には長年屋上遊園地があり、高さ約20メートルの観覧車が周辺地域にとってのランドマークにもなっていた。遊園地は2000年代には営業休止となったが、観覧車は2008年頃まで撤去されずに残されていた。なお、核テナントのダイエーは旧3番館の閉館を機に1番館の2・3階のみに営業規模を縮小し、店舗名を「ダイエー塚口店・イオンフードスタイル」とした。
旧3番館の跡地には野村不動産による高層マンション「プラウド阪急塚口駅前」が建設され、2022年秋より入居開始となった。低層階の2階から地下1階については、同社が展開する地域密着型商業施設のブランドを冠したショッピングセンター「SOCOLA（ソコラ）塚口クロス」として同年11月2日に開業した。「SOCOLA」ブランドの商業施設は関西初開業となる。ダイエーは同施設にも入居し、「イオンフードスタイル ソコラ塚口店」の名称で営業しているが、従来より1番館に入居する「ダイエー塚口店・イオンフードスタイル」も営業を継続しているため、ロータリーをはさんで東西にダイエーによるスーパーが2店舗存在する状態となっている。SOCOLAの開業に合わせ、1番館の3階で営業していたダイエーの調剤薬局および薬店がSOCOLAの1階へ、同じく2階の自家製パンの売り場が「イオンフードスタイル ソコラ塚口店」内へ移転した。

## フロア構成
| 階層 | 1番館                                    | 2番館                        |
| ---- | ---------------------------------------- | ---------------------------- |
| 6階  | 北部保健福祉センターのフロア             | 住宅（5 - 14階）             |
| 5階  | 北部保健福祉センターのフロア             | 住宅（5 - 14階）             |
| 4階  | 阪急塚口サービスセンター・専門店のフロア | コミュニティーひろば         |
| 3階  | ÆON FOOD STYLE by daiei・専門店のフロア  | クリニックとオフィスのフロア |
| 2階  | ÆON FOOD STYLE by daiei・専門店のフロア  | カルチャーとオフィスのフロア |
| 1階  | マツヤデンキのフロア                     | サンサンストリート           |
| B1階 | カルチャーセンター・専門店のフロア       | 駐車場                       |
| B2階 | 映画館のフロア                           | 駐車場                       |

3番館の閉館前のフロア構成（2016年現在、2番館は前述の通り）
| 階層 | 1番館（ダイエー）  | 3番館（ダイエー）  | 3番館（専門店街）                      |
| ---- | ------------------ | ------------------ | -------------------------------------- |
| 屋上 | ―                  | ―                  | 太陽と緑のさんさん広場（遊園地）       |
| 6階  | 書籍のフロア       | 専門店のフロア     | 味と憩いの街 サンシャイン6（飲食店街） |
| 5階  | 紳士衣料品のフロア | インテリアのフロア | ハイライフの街                         |
| 4階  | 婦人衣料品のフロア | 文具のフロア       | たのしみの街                           |
| 3階  | 婦人衣料品のフロア | 日用品のフロア     | ニューライフの街                       |
| 2階  | 服飾雑貨のフロア   | 化粧品・薬のフロア | ハイファッションの街                   |
| 1階  | 専門店のフロア     | 食料品のフロア     | ニューファッションの街                 |
| B1階 | 専門店のフロア     | 食料品のフロア     | 味ののれん街（飲食店街）               |
| B2階 | 映画館のフロア     | 駐車場             | 駐車場                                 |
| B3階 | ―                  | 駐車場             | 駐車場                                 |

## 主な店舗など
全店舗の一覧・詳細情報は公式サイト（塚口さんさんタウンは「ショップ検索」、SOCOLA塚口クロスは「フロアガイド」）を参照。
1番館
- ダイエー塚口店・イオンフードスタイル

SOCOLA塚口クロス内の「イオンフードスタイル ソコラ塚口店」とは別店舗。
- 塚口サンサン劇場

1階と地下2階に入居。出入口は1階北側の1ヶ所のみで、館内からの行き来はできない。
- ディッパーダン

2階の店舗の他に、地下1階には運営会社のオレンジフードコートの大阪事務所も入居している。
- 未来屋書店

4階の一角で営業しているが、かつては6階のフロア全体にアシーネが入居していた。
- キャンドゥ

旧3番館（ダイエー）の6階より移転。
- 靴のヒラキ
- デイリーファッション パレット[11]
- ほけんの窓口

旧3番館（専門店街）の2階より移転。
- みなと銀行 塚口支店
- イオン銀行（ATM）
- ゆうちょ銀行（同上）
- 尼崎信用金庫（同上）
- 尼崎市役所 阪急塚口サービスセンター

旧3番館（専門店街）の地下1階→6階より移転し、4階に入居。
- 尼崎市北部保健福祉センター

5・6階のフロア全体に入居。
2番館
- パリミキ（旧：メガネの三城）
- 天下一品
- りそな銀行 塚口支店
- 関西個別指導学院
- カワイ音楽教室
- 街角の年金相談センター 尼崎
- 兵庫県赤十字血液センター 尼崎出張所（塚口さんさんタウン献血ルーム）
- 兵庫県旅券事務所 尼崎出張所
- 阪神公証センター（公証役場）

SOCOLA塚口クロス
「★」を付した店舗は、過去に塚口さんさんタウン内に出店したことがある店舗。
- イオンフードスタイル ソコラ塚口店

1番館の「ダイエー塚口店」とは別店舗。調剤薬局・薬店の売り場も「イオンフードスタイル」名義で営業。
- パントリー
- ファミリーマート ★
- ミスタードーナツ

テイクアウト専用店舗。かつて阪急塚口駅の北側（現在のホリーズカフェ 阪急塚口駅前店）にも出店していたことがある。
- 乃が美
- 上島珈琲店
- ダイソー ★

旧3番館の閉館を機に、ブックオフの旧店舗の近隣（コープこうべ塚口店の向かい側のビル）に移転。SOCOLA塚口クロス内にも改めて出店した。
- メガネのアイガン ★

1番館の3階より移転（退去跡には靴のヒラキが入居）。
- ソフトバンク
- QBハウス
- 保険見直し本舗

### 過去に営業していた店舗
1番館
- らんらんらんど（地下1階）
- わんぱくこぞう（地下1階）

現在は、塚口サンサン劇場の利用客向けの待合室兼展示スペースとなっている。
- マツヤデンキ（1階）

現在はデイリーファッション パレットが入居・営業している。
- ロベルト（5階、ダイエー系列の紳士服店）
- アシーネ（6階）

2番館
- TSUTAYA（1階）

現在はパリミキが入居・営業している。
3番館
- ドムドムハンバーガー（ダイエー1階）
- ファミリーマート（1階、以下は全て専門店街）
- ハニーズ（1階）
- 55ステーション（2階）
- ダイソー（2階）
- ブックオフ（5階）

従来は阪急塚口駅の北側（いかりスーパー塚口店の西隣のビル）で営業していた。

## 交通アクセス
- 阪急神戸本線・伊丹線 塚口駅 - 南口より徒歩約2分
- JR福知山線（JR宝塚線） 塚口駅 - 西口より徒歩約15分
- 阪神バス 尼崎市内線（旧・尼崎市営バス） 阪急塚口バスターミナル - 下車すぐ
- 阪急バス - 阪急塚口バスターミナルから下車すぐ（尼崎線・57系統）、またはピッコロシアターバス停から徒歩約10分（尼崎線・56系統）
- 伊丹市営バス 塚口バス停 - 下車すぐ

伊丹市営バスのバス停が位置する阪急塚口駅の北口からは、駅西側に隣接する踏切か地下道を渡る必要がある。地下道にはSOCOLA地下1階の「イオンフードスタイル ソコラ塚口店」と直結する出入口が設けられている（旧3番館が存在した頃から設置され、地下1階の飲食店街と接続していた）。